# Liste der Gewässer im Flusssystem der Spiegelberger Lauter
Diese Liste der Gewässer im Flusssystem der Spiegelberger Lauter umfasst die direkten und indirekten Zuflüsse der Lauter, auch Spiegelberger Lauter genannt, sowie die Seen in ihrem Einzugsgebiet. Die Lauter ist etwa 15,5 km lang, fließt im Landkreis Heilbronn und dann im Rems-Murr-Kreis im Norden Baden-Württembergs und mündet nach etwa südöstlichem Lauf bei Sulzbach an der Murr von rechts in die mittlere Murr. Der kleine Fluss hat ein etwas unter 51 km² großes Einzugsgebiet, das im Naturraum Schwäbisch-Fränkische Waldberge in den Unterräumen Südwestliche Löwensteiner Berge und Murrtal liegt. Anteil am Flusssystem haben die Kleinstadt Löwenstein, die Gemeinde Wüstenrot, die Kleinstadt Beilstein sowie die Gemeinden Spiegelberg, Aspach, Oppenweiler und Sulzbach an der Murr.

## Direkte Zuflüsse
Tabelle der zehn längsten und zehn einzugsgebietsreichsten direkten Zuflüsse und der Spiegelberger Lauter selbst. Mit Namen, Fließgewässerkennzahl (GKZ), Mündungsseite, Stationierung der Zuflussmündung (von der Mündung der Lauter selbst aufwärts gezählt), Länge und Einzugsgebiet (EZG) nach den Daten der amtlichen Gewässerkarte. Orte und Höhen nach der amtlichen topographischen Karte. Für die Längen-, Quellort- und Quellhöhenangabe wurde bei allen Zuflüssen ggf. der längste Oberlaufstrang herangezogen.
Nachweise im folgenden Abschnitt → Hierarchisches Zuflusssystem oder in den Einzelartikeln. Die den → Einzelnachweisen ganz unten vorgestellte Onlinekarte (mit topographischem Hintergrundlayer und Gewässerlayern) zeigt ein Gesamtbild des Einzugsgebietes.
| Name                            | GKZ       | Seite  | Stat. m | Länge km | EZG km²  | Mündung Ort                      | m ü. NHN | Ursprung Ort                                | m ü. NHN |
| ------------------------------- | --------- | ------ | ------- | -------- | -------- | -------------------------------- | -------- | ------------------------------------------- | -------- |
| (Bach durch die Erlensklinge)   | 238382-12 | rechts | 12.348  | ca. 02,0 | ca. 01,2 | ⊙ Taleintritt L 1066             | 396      | ⊙ b. Klinik Löwenstein                      | 473      |
| (Waldbach aus dem Diebsbrunnen) | 238382-14 | rechts | 12.135  | ca. 01,7 | ca. 01,4 | ⊙ v. Altlautern                  | 390      | ⊙ Diebsbrunnen b. Beilstein-Stocksberg      | 460      |
| Stangenbach                     | 238382-20 | links  | 11.227  | ca. 04,0 | ca. 04,6 | ⊙ b. Wüstenrot-Lohmühle          | 375      | ⊙ b. Wüstenrot                              | 500      |
| Stocksberger Bächle             | 238382-32 | rechts | 11.120  | ca. 01,4 | ca. 00,9 | ⊙ n. Lohmühle                    | 374      | ⊙ b. Stocksberg                             | 485      |
| Buchenbach                      | 238382-34 | links  | 09.797  | ca. 03,1 | ca. 02,9 | ⊙ Wüstenrot-Neulautern           | 357      | ⊙ Steinberg b. Wüstenrot                    | 515      |
| Dentelbach                      | 238382-40 | links  | 07.659  | ca. 03,9 | ca. 04,3 | ⊙ v. Spiegelberg                 | 328      | ⊙ Steinberg b. Spiegelberg-Vorderbüchelberg | 505      |
| Senzenbach                      | 238382-54 | rechts | 07.083  | ca. 04,4 | ca. 05,3 | ⊙ Spiegelberg                    | 322      | ⊙ Steinberg b. Stocksberg                   | 490      |
| Winterlauter                    | 238382-60 | rechts | 04.260  | ca. 06,0 | ca. 09,8 | ⊙ Oppenweiler-Bernhalden         | 291      | ⊙ b. Spiegelberg-Nassach                    | 462      |
| Marderbächle                    | 238382-72 | rechts | 03.836  | ca. 01,4 | ca. 00,8 | ⊙ n. Sulzbach an der Murr-Hammer | 287      | ⊙ Brenntenhau b. Oppenweiler-Wilhelmsheim   | 438      |
| Siebersbach                     | 238382-80 | links  | 03.301  | ca. 03,9 | ca. 04,4 | ⊙ b. Sulzbach-Siebersbach        | 283      | ⊙ b. Spiegelberg-Großhöchberg               | 511      |
| Weilerbach                      | 238382-92 | links  | 01.119  | ca. 01,3 | ca. 00,9 | ⊙ n. Sulzbach-Lautermühle        | 268      | ⊙ Saubrunnen b. Sulzbach-Lautern            | 385      |
| Lauter                          | 238382-99 | n. a.  | 00.000  | ca. 15,5 | ca. 50,7 | ⊙ n. Sulzbach                    | 261      | ⊙ Horkenberg b. Löwenstein-Hirrweiler       | 485      |

## Hierarchisches Zuflusssystem
Hierarchische Liste der Zuflüsse und  Seen, jeweils von der Quelle zur Mündung. Gewässerlänge, Seefläche, Einzugsgebiet und Höhe nach den entsprechenden Layern auf der Onlinekarte der LUBW. Andere Quellen für die Angaben sind vermerkt.
Ursprung der Lauter auf etwa 485 m ü. NHN nordöstlich von Löwenstein-Hirrweiler im Wald südlich der Enzwiese am Nordwestabhang des Horkenbergs nahe der Zufahrtstraße zum unteren Windrad am Horkenberg.
- (Bach von der Enzwiese), von rechts und Nordosten auf etwa 440 m ü. NHN, ca. 0,6 km[LUBW 5] und etwas über 0,3 km². Unbeständige Wasserführung ab etwa 465 m ü. NHN inmitten des Naturschutzgebietes Enzwiese.
Der offizielle linke Quellast hat bis zu diesem rechten erst eine Länge von ca. 0,4 km[LUBW 5] und ein Teileinzugsgebiet von ca. 0,1 km².
  -  Durchfließt auf etwa 445 m ü. NHN einen Waldteich, 0,2 ha.
- (Waldbach), von links und Osten auf etwa 438 m ü. NHN gegenüber dem Wiesengewann Kalkofen, ca. 0,7 km[LUBW 5] und knapp 0,3 km². Entsteht auf etwa 490 m ü. NHN am Westhang des Horkenbergs.
- (Waldbach), von links und Osten auf etwa 428 m ü. NHN kurz vor dem Waldende am rechten Ufer, über 0,2 km[LUBW 5] und wenig über 0,1 km². Entsteht auf etwa 445 m ü. NHN wenig westlich eines Waldwegdreiecks. Ist lange Stadtgrenze von Löwenstein zu Wüstenrot
- (Flurbach aus der Schollenklinge), von rechts und Nordwesten auf etwa 423 m ü. NHN südöstlich von Hirrweiler gegenüber dem Rand des nördlichen Lustheimer Waldes, ca. 0,7 km[LUBW 5] und ca. 0,2 km². Entsteht auf etwa 475 m ü. NHN nahe der B 39 in Hirrweiler. Unbeständig.
- (Waldbach am Nordostrand des Waldes Mühlmahd), von rechts und Westnordwesten auf etwa 418 m ü. NHN gleich nach der Rodungsinsel um Hirrweiler, 0,5 km und unter 0,3 km². Entsteht auf etwas unter 469 m ü. NHN ca. 0,4 km östlich des Wasserturms am Waldrand.
- (Waldbach aus dem Greutle), von links und Osten auf etwa 418 m ü. NHN fast gegenüber dem vorigen, ca. 0,4 km[LUBW 5] und über 0,2 km². Entsteht auf etwa 440 m ü. NHN.
- (Waldbach von Wüstenrot-Greuthof her), von links und Ostnordosten auf etwa 401 m ü. NHN vor Neuhütte im Joachimstal, 0,5 km[LUBW 5] und ca. 0,2 km². Entsteht auf etwa 445 m ü. NHN westlich der Teichstraße von Wüstenrot-Greuthof im Wald.
- (Waldbach), von links und Osten auf etwa 399 m ü. NHN kurz nach dem vorigen, ca. 0,3 km[LUBW 5] und unter 0,1 km². Entsteht auf etwa 460 m ü. NHN südwestlich von Greuthof.
- (Bach durch die Erlensklinge), von rechts und Nordosten auf etwa 396 m ü. NHN am Talsteigenfuß des Abschnitts Löwenstein–Neulautern der L 1066, 2,0 km und ca. 1,2 km². Entsteht auf etwa 473 m ü. NHN südöstlich der Klinik Löwenstein im Wald Mühlmahd.
- (Waldbach aus dem Diebsbrunnen), von rechts und Westsüdwesten auf etwa 390 m ü. NHN kurz vor Wüstenrot-Altlautern, 1,7 km und ca. 1,4 km². Entsteht auf etwa 460 m ü. NHN im Waldgewann Diebsbrunnen ca. 0,9 km nordwestlich von Stocksberg.
  - (Bach aus dem Schelmenhölzle), von rechts und Südsüdosten auf etwa 417,9 m ü. NHN nordwestlich von Stocksberg gegenüber dem Waldgewann Schweizerhof, 0,6 km und ca. 0,4 km². Entsteht auf etwa 495 m ü. NHN wenig westlich von Stocksberg.
- (Waldklingenbach aus dem südlichen Lustheimer Wald), von links und Nordosten auf etwa 385 m ü. NHN kurz nach Altlautern, 0,5 km und ca. 0,1 km². Entsteht auf etwa 447 m ü. NHN südwestlich von Greuthof im südlichen Lustheimer Wald.
- (Waldklingenbach aus dem Birkenwald), von rechts und Westen auf etwa 284 m ü. NHN halben Wegs zwischen Altlautern und Wüstenrot-Lohmühle, unter 0,3 km[LUBW 5] und unter 0,1 km². Entsteht auf etwa 455 m ü. NHN im Birkenwald. Unbeständig.
- Stangenbach, von rechts und Nordosten auf etwa 375 m ü. NHN bei Lohmühle, 4,0 km und 4,6 km².[LUBW 6] Entsteht auf etwa 500 m ü. NHN am Nordfuß des Stangenbergs zwischen Wüstenrot-Spatzenhof und Wüstenrot.
  - (Zuflüsse im Artikel)
- Stocksberger Bächle, von rechts und Westsüdwesten auf etwa 374 m ü. NHN hundert Meter nach dem vorigen vor dem Talsportplatz, 1,4 km und ca. 0,9 km². Entsteht auf etwa 485 m ü. NHN im Talwald Gern am Südrand von Stocksberg.
  - (Waldklingenbach aus dem Senzenburg), von rechts und Südwesten auf etwa 388 m ü. NHN gegenüber den eben schon offenen Talaue, 0,4 km und unter 0,1 km². Entsteht auf etwa 365 m ü. NHN. Grenzbach zwischen der Stadtgemarkung von Beilstein auf der Stocksbergkuppe links und der Löwensteiner Waldexklave rechts.
- (Waldklingenbach vom südwestlichen Hessberg), von links und Ostnordosten auf etwa 378 m ü. NHN zwischen dem Talsportplatz und Wüstenrot-Neulautern, ca. 0,5 km[LUBW 5] und ca. 0,1 km². Entspringt auf etwa 450 m ü. NHN.
- (Waldklingenbach am Schnitzersberg), von rechts und Westsüdwesten auf etwa 368 m ü. NHN wenig vor Neulautern, 0,7 km und ca. 0,4 km². Entsteht auf etwa 475 m ü. NHN am Nordosthang des Stocksberg-Ausläufers Steinberg.
- Buchenbach, von links und Nordosten auf etwa 357 m ü. NHN in Neulautern, 3,1 km und ca. 2,9 km². Entsteht auf etwa 515 m ü. NHN südlich von Wüstenrot am dortigen Steinberg.
  - (Zuflüsse im Artikel)
- (Bach aus der Hansenklinge), von rechts und Westsüdwesten gut fünfzig Meter nach dem vorigen in Neulautern am Feuerwehrmagazin, 0,9 km und ca. 0,5 km². Entsteht auf etwa 470 m ü. NHN am Nordhang des Aschenbergs.
- (Waldklingenbach von der Ebene), von links und Ostnordosten auf etwa 355 m ü. NHN zuletzt entlang dem südlichen Siedlungsrand von Neulautern, ca. 0,7 km[LUBW 5] und ca. 0,1 km². Entsteht auf etwas über 460 m ü. NHN schon im Wald am oberen Lautertalabhang der Ebene.
- (Bach vom Sattel des Aschenbergs) , von rechts und Westsüdwesten auf wenig über 350 m ü. NHN nach der Kläranlage nach Neulautern, ca. 0,5 km[LUBW 5] und ca. 0,2 km². Entsteht auf etwa 450 m ü. NHN unter der Kreuzbuche am Sattel zwischen den zwei höheren Gipfeln des Aschenbergs.
- Lauterwaldbach, von links und Nordosten auf wenig unter 350 m ü. NHN vor Wüstenrot-Lautertal, 0,9 km und ca. 0,4 km². Entsteht auf knapp 480 m ü. NHN am Südrand der offenen Höhenebene Ebene.
- (Bach aus der Tiefen Klinge), von rechts und Westsüdwesten auf unter 345 m ü. NHN bei Lautertal, 0,6 km und ca. 0,2 km². Entsteht auf unter 480 m ü. NHN unter dem Sattel zwischen den zwei niedrigeren Gipfeln des Aschenbergs
- → (Abgang des Mühlkanals zur Eisenlauterner Mühle), nach rechts an der Mündung des vorigen.
- (Bach aus dem Erbpachtfeld), von rechts und Südwesten auf etwas über 340 m ü. NHN kurz vor Eisenlautern in den Mühlkanal, unter 0,2 km[LUBW 5] und ca. 0,1 km². Entsteht im Waldgewann Erbpachtfeld auf etwa 363 m ü. NHN
- ← (Rücklauf des Mühlkanal zur Eisenlauterner Mühle), von rechts auf unter 330 m ü. NHN nach Spiegelberg-Eisenlautern, 0,7 km und ca. 0,2 km².
- Dentelbach, von links und Nordosten auf etwa 328 m ü. NHN zwischen Eisenlautern und Spiegelberg, 3,4 km mit dem Namens-Oberlauf und 3,9 km mit dem längeren Oberlauf Bodenbach sowie 4,3 km².[LUBW 6] Entsteht im Namenslauf auf etwa 485 m ü. NHN in der Tobelschlucht von ca. 1,2 km nördlich von Spiegelberg-Großhöchberg
  - (Zuflüsse im Artikel)
- (Bach durch die Erlenklinge), von links und Osten auf etwa 328 m ü. NHN wenige Schritte nach dem vorigen, 1,1 km und ca. 0,6 km². Entsteht auf etwa 460 m ü. NHN westlich-unterhalb einer Lichtung an der K 1818 Großhöchberg–Neuhöchberg.
- Senzenbach, von rechts und insgesamt Nordosten auf etwa 322 m ü. NHN im nördlichen Spiegelberg, 4,4 km und ca. 5,3 km². Entsteht auf etwa 490 m ü. NHN südsüdwestlich von Beilstein-Stocksberg am Westhang des Steinbergs.
  - (Zuflüsse im Artikel)
- (Waldklingenbach), von links und Osten auf etwa 320 m ü. NHN in Spiegelberg an der Brücke der Straße Im Rain, ca. 0,5 km[LUBW 5] und ca. 0,2 km². Entsteht auf etwa 383 m ü. NHN nordöstlich von Spiegelberg-Neuhöchberg im Waldgewann Happenbach.
- Gäbelesklingenbach, von rechts und Westen auf etwa 315 m ü. NHN in Spiegelberg kurz nach dem Rathaus, 0,8 km und ca. 0,3 km². Entsteht auf etwa 472 m ü. NHN am Nordosthang des Juxkopfs wenig oberhalb von Spiegelberg-Hüttlen.
- Happenbach, von links und Nordosten auf etwa 309 m ü. NHN nach Spiegelberg unmittelbar vor der Kläranlage, 1,3 km und ca. 0,7 km². Entsteht auf etwa 425 m ü. NHN im Gewann Schlägle nahe der K 1818 Großhöchberg–Neuhöchberg.
- Lochklingenbach, von rechts und Westen auf etwa 308 m ü. NHN gegenüber der Kläranlage, 0,7 km und ca. 0,4 km². Entsteht auf etwa 435 m ü. NHN am südöstlichen Juxkopfhang am Ortsausgang der K 1821 Jux–Spiegelberg. Zwei weitere Quelläste beginnen am Nordosthang des Gerstenbergs ebenfalls am oder nahe dem Juxer Ortsrand.
- (Bach vom Juxer Gerstenberg herab), von rechts und Westen auf etwa 306 m ü. NHN etwa gegenüber dem Abgang der Steigenstraße K 1817 hinauf nach Spiegelberg-Dauernberg, über 0,4 km[LUBW 5] und ca. 0,1 km². Entsteht auf etwa 435 m ü. NHN am schon bewaldeten Osthang des Gerstenbergs. Unbeständig.
- → (Abgang des Mühlkanals zur Bernhaldenmühle), nach rechts etwa 0,2 km nach dem vorigen. Der 0,9 km lange Mühlkanal mündet bei Oppenweiler-Bernhalden zwei Schritte vor deren eigener Mündung von links in die Winterlauter.
- (Bach aus dem Juxwald), von rechts und Westen auf etwa 302 m ü. NHN in den Mühlkanal etwa 0,5 km nordwestlich von Bernhalden entlang der Gemeindegrenze, ca. 0,4 km[LUBW 5] und über 0,1 km². Entspringt auf etwa 415 m ü. NHN am bewaldeten Osthang des Gerstenbergs. Unbeständig.
- (Bachabfluss des Pfarrbrunnens), von links und Ostnordosten auf etwa 297 m ü. NHN etwa 0,4 km nordnordwestlich von Bernhalden, ca. 0,3 km[LUBW 5] und unter 0,1 km². Der Pfarrbrunnen liegt auf knapp 400 m ü. NHN am bewaldeten oberen Lautertalabhang etwa 0,5 km südwestlich von Spiegelberg-Dauernberg.
- Winterlauter, von rechts und insgesamt Westnordwesten auf etwa 291 m ü. NHN bei Bernhalden, 6,0 km und 9,8 km².[LUBW 6] Entsteht auf etwa 462 m ü. NHN etwa 0,6 km nordwestlich von Spiegelberg-Nassach.
Die Lauter selbst wurde früher oberhalb des Zusammenflusses auch Sommerlauter genannt.
  - (Zuflüsse im Artikel)
- Marderbächle, von links und Südwesten auf etwa 287 m ü. NHN etwa 0,2 km flussabwärts von Sulzbach an der Murr-Hammer, 1,4 km und ca. 0,8 km². Entsteht auf etwa 438 m ü. NHN im Waldgewann Brenntenhau.
- passiert rechts am Lauf auf etwa 284 m ü. NHN eine Fischzuchtanlage gegenüber dem nächsten, über ein Dutzend Teiche, zusammen unter 0,2 ha.
- Siebersbach, von links und insgesamt Norden auf etwa 283 m ü. NHN bei Sulzbach-Siebersbach, 3,9 km mit dem längeren Oberlauf Krebsbach und 4,4 km².[LUBW 6] Der Krebsbach entspringt auf etwa 511 m ü. NHN südöstlich von Spiegelberg-Großhöchberg.
  - (Zuflüsse im Artikel)
- (Bach aus dem Erdfall), von rechts und Südwesten auf knapp 280 m ü. NHN etwa 0,6 km südsüdöstlich von Siebersbach, über 0,3 km[LUBW 5] und ca. 0,1 km². Entsteht auf etwa 340 m ü. NHN oberhalb einer Hangwegschlinge im Waldgewann Erdfall.
- (Bach aus der Schelmenklinge), von links und insgesamt Nordnordosten auf etwa 277 m ü. NHN etwa 0,8 km südöstlich von Siebersbach, ca. 1,2 km[LUBW 5] und ca. 0,5 km². Entsteht auf etwa 433 m ü. NHN im Bergwald. Unbeständig.
- (Bach aus dem Sauloch), von rechts und Südwesten auf etwa 274 m ü. NHN an einer Feldwegbrücke zu einem Wanderparkplatz westlich von Sulzbach-Lautern, 0,5 km und ca. 0,4 km². Entsteht auf etwa 308 m ü. NHN im Waldgewann Sauloch.
- → (Abgang des Mühlkanals zur Lautermühle), nach rechts auf etwa 273 m ü. NHN etwa 0,2 km nach dem vorigen.
- Weilerbach, von links und Norden auf wenig über 267,6 m ü. NHN[LUBW 7] wenig südöstlich der Lautermühle, 1,3 km und ca. 0,9 km². Entsteht auf etwa 385 m ü. NHN nördlich von Lautern am Waldgewann Saubrunnen.
- ← (Rücklauf des Mühlkanals zur Lautermühle), von rechts auf etwa 268 m ü. NHN nach der Lautermühle, 0,5 km.
- (Auengraben aus dem Rauh), von rechts und Nordwesten auf etwa 267 m ü. NHN weniger als 100 Meter nach dem vorigen, ca. 0,5 km[LUBW 5] und unter 0,3 km². Entsteht auf etwa 272 m ü. NHN im Gewann Rauh nordwestlich der Lautermühle.

Mündung der Lauter von rechts und zuallerletzt Norden auf etwa 260,5 m ü. NHN in die Murr etwa 1 km westsüdwestlich der Dorfmitte von Sulzbach an der Murr etwas vor der Kläranlage gegenüber. Die Lauter ist 15,5 km lang und hat ein 50,7 km² großes Einzugsgebiet.

### LUBW
Amtliche Online-Gewässerkarte mit passendem Ausschnitt und den hier benutzten Layern: Speltach-Einzugsgebiet

Allgemeiner Einstieg ohne Voreinstellungen und Layer: Daten- und Kartendienst der Landesanstalt für Umwelt Baden-Württemberg (LUBW) (Hinweise)
1. ↑  Länge nach dem Layer Gewässernetz (AWGN).
2. ↑  Seefläche nach dem Layer Stehende Gewässer.
3. ↑  Einzugsgebiet abgemessen auf dem Hintergrundlayer Topographische Karte.
4. ↑  Höhe nach dem Höhenlinienbild auf dem Hintergrundlayer Topographische Karte.
5. 1 2 3 4 5 6 7 8 9 10 11 12 13 14 15 16 17 18 19 20  Länge abgemessen auf dem Hintergrundlayer Topographische Karte.
6. 1 2 3 4  Einzugsgebiet nach dem Layer Basiseinzugsgebiet (AWGN).
7. ↑  Höhe nach grauer Beschriftung auf dem Hintergrundlayer Topographische Karte.
8. ↑  Einzugsgebiet aufsummiert aus den Teileinzugsgebieten nach dem Layer Basiseinzugsgebiet (AWGN).

### Andere Belege
1. ↑  Wolf-Dieter Sick: Geographische Landesaufnahme: Die naturräumlichen Einheiten auf Blatt 162 Rothenburg o. d. Tauber. Bundesanstalt für Landeskunde, Bad Godesberg 1962. → Online-Karte (PDF; 4,7 MB)
2. ↑  Mündungshöhe der Lauter nach dem
  - Meßtischblatt 7022 Backnang von 1903 in der Deutschen Fotothek